# Oratorio di San Bernardino al Prato
L'oratorio di San Bernardino al Prato è una piccola chiesa di Siena situata in via Carlo Corradino Chigi.

## Storia e descrizione
L'assetto architettonico della chiesa, costruita nell'area riservata in epoca medievale al lazzeretto, è stato modificato da numerosi restauri. L'aspetto interno attuale è attestato all'intervento del 1926 in cui furono smantellati gli altari laterali barocchi.
Superstite è la tela che fu collocata sull'altare maggiore nelle ristrutturazioni seicentesche, l'Apparizione della Vergine ai santi Antonio Abate, Francesco, Caterina da Siena, Bernardino, di Annibale Mazzuoli. La testimonianza più antica è il polittico di Paolo di Giovanni Fei raffigurante la Madonna col Bambino e santi, databile intorno al 1380.